# Síndrome del corazón de atleta
El síndrome del corazón de atleta, también conocido como corazón de atleta, bradicardia del corazón de atleta, o cardiomegalia inducida por el ejercicio, es una condición no patológica generalmente vista en la medicina deportiva, en la cual el corazón humano se agranda, y la frecuencia cardíaca en condición de reposo es más baja que la normal.
El corazón del atleta está asociado con la remodelación fisiológica como consecuencia de una carga cardíaca repetitiva. Este síndrome se da generalmente en atletas que habitualmente hacen ejercicio más de una hora al día, y se da principalmente en atletas de resistencia, aunque ocasionalmente puede darse en quienes realizan entrenamientos intensos de levantamiento de pesas. Esta afección generalmente se considera benigna, pero puede esconder enfermedades graves o incluso se puede confundir con una.
La mayoría de las veces, el corazón de atleta no presenta síntomas físicos, sin embargo, una frecuencia cardíaca baja consistente en condición de reposo puede ser un indicador. Los atletas afectados por lo general no se dan cuenta de que padecen este síndrome a menos que se sometan a exámenes médicos específicos, ya que el corazón de atleta es una adaptación fisiológica normal del cuerpo ante el estrés del acondicionamiento físico y del ejercicio aeróbico. Las personas diagnosticadas con corazón de atleta normalmente presentan tres signos clínicos que usualmente indicarían una enfermedad cardíaca en el caso de personas comunes y corrientes: bradicardia, cardiomegalia e hipertrofia ventricular. La bradicardia es una frecuencia de contracción cardíaca menor que la normal, cerca de 40-60 latidos por minuto. La cardiomegalia es un agrandamiento anormal del volumen del corazón, y la hipertrofia ventricular es el aumento del grosor de las paredes musculares del corazón, específicamente del ventrículo izquierdo, lo cual bombea sangre oxigenada a la aorta. Especialmente durante un entrenamiento intensivo, los cuerpos altamente entrenados de atletas requieren más sangre y oxígeno en los tejidos periféricos de los brazos y las piernas. Un corazón más grande tiene como resultado un gasto cardíaco más alto, lo cual también le permite latir más lentamente, ya que se bombea más sangre con cada latido.
Otro signo clínico del síndrome del corazón de atleta es un galope ventricular T3, el cual se puede escuchar con un estetoscopio. Este sonido se puede percibir debido a que la presión diastólica del corazón con forma irregular crea un flujo de sangre desordenado. Sin embargo, si se escucha un galope auricular T4, el paciente debe ser atendido inmediatamente. Un galope auricular T4 es un sonido más fuerte y ruidoso creado por el corazón, en caso de que tuviera alguna anomalía, y normalmente es un signo de una enfermedad más grave.

## Historia
El síndrome del corazón de atleta fue descrito por primera vez por el médico Salomon Henschen a finales de siglo XIX. Henschen comparó el tamaño del corazón de esquiadores a campo traviesa con el corazón de personas que tenían vidas sedentarias. Con esta comparación se dio cuenta de que quienes participaban en deportes competitivos mostraban síntomas de síndrome del corazón de atleta. Henschen creía que los síntomas eran un ajuste normal al ejercicio, y creyó que el tema no requería de más preocupación. También creía que se agrandaba el corazón completo, cuando en realidad solo el sector izquierdo se vuelve hipertrófico. Además, creía que los atletas con corazón de atleta tenían vidas más cortas que las de quienes no padecían el síndrome. Debido a que su investigación se llevó a cabo a fines del siglo XIX, la tecnología era limitada, y fue difícil ingeniar algún método apropiado para medir los corazones de los atletas. Pocas personas creían en la teoría de Henschen sobre atletas con corazones más grandes que los de quienes no practicaban deporte, sin embargo esta teoría actualmente está aceptada.

## Causas
El corazón de atleta es el resultado de la actividad física dinámica, como el entrenamiento aeróbico por más de 5 horas a la semana, más que por entrenamiento estático como el levantamiento de pesas. Durante el entrenamiento intensivo prolongado de resistencia o fuerza el cuerpo le da señales al corazón para que bombee más sangre por el cuerpo, para así contrarrestar el déficit de oxígeno en los músculos esqueléticos. El agrandamiento del corazón es una adaptación física natural del cuerpo para lidiar con las presiones altas y grandes cantidades de sangre que pueden afectar al corazón durante estos periodos de tiempo. Conforme avanza el tiempo, el cuerpo incrementa tanto el tamaño de la cámara del ventrículo izquierdo, como la masa muscular y el grosor del corazón.
El gasto cardíaco, la cantidad de sangre que sale del corazón en un periodo de tiempo establecido (esto es, litros por minuto), es proporcional tanto a los tamaños de las cámaras del corazón como a la frecuencia en la que el corazón late. Con un ventrículo izquierdo más grande, la frecuencia cardíaca puede disminuir y aun así mantener el nivel de gasto cardíaco necesario para el cuerpo. Es por esto que los atletas con esta condición normalmente tienen frecuencias cardíacas en condición de reposo más bajas que quienes no se ejercitan.
El corazón se vuelve más grande, o hipertrófico, debido a entrenamientos cardiovasculares intensivos, lo que crea un aumento en el volumen sistólico, un ventrículo izquierdo más grande (y ventrículo derecho), y una disminución en el pulso en condición de reposo, junto con ritmos irregulares. La pared del ventrículo izquierdo ve incrementado su tamaño en aproximadamente un 15-20 % de su capacidad normal. No se presenta ninguna disminución en la función diastólica del ventrículo izquierdo. El atleta también puede experimentar una frecuencia cardíaca irregular y un pulso en condición de reposo de entre 40 y 60 latidos y pulsaciones, respectivamente, por minuto (bradicardia).
El nivel de actividad física de una persona determina qué cambios fisiológicos tendrá el corazón. Los dos tipos de ejercicio son estático (entrenamiento de fuerza) y dinámico (entrenamiento de resistencia). El ejercicio estático consiste en levantamiento de pesas y es en su mayoría anaeróbico, lo cual significa que el cuerpo no depende del oxígeno para llevar a cabo el ejercicio. También incrementa moderadamente la frecuencia cardíaca y el volumen sistólico (exceso de consumo de oxígeno). Entre los ejercicios dinámicos se encuentran correr, nadar, esquiar, el remo y el ciclismo, los cuales dependen del oxígeno del cuerpo. Este tipo de ejercicio también incrementa tanto la frecuencia cardíaca como el volumen sistólico del corazón. El ejercicio dinámico y estático involucran el aumento del grosor de la pared del ventrículo izquierdo debido al gasto cardíaco, lo cual produce una hipertrofia fisiológica en el corazón. Una vez que los atletas dejan de entrenar, el corazón retorna a su tamaño normal.

## Diagnóstico
El corazón de atleta usualmente es un hallazgo incidental durante exámenes colectivos de rutina o durante tests realizados por otros problemas médicos. Un corazón agrandado se puede ver en un ecocardiograma o a veces en radiografías de tórax. Similitudes en la presentación entre el corazón de atleta y problemas cardíacos clínicamente relevantes pueden dar pie a un electrocardiograma (ECG) y a una ergometría. El ECG puede detectar una bradicardia sinusal, una frecuencia cardíaca en condición de reposo menor a 60 latidos por minuto, usualmente acompañada de arritmia sinusal. El pulso de una persona con corazón de atleta puede a veces ser irregular en condición de reposo, pero usualmente retorna a la normalidad luego de que se inicia el ejercicio.
En cuanto a los diagnósticos diferenciales, la hipertrofia ventricular izquierda generalmente es idéntica al corazón de atleta incluso en un ECG, pero usualmente puede descartarse en los jóvenes y en la gente en forma. 
Es importante distinguir entre corazón de atleta y la miocardiopatía hipertrófica, una enfermedad cardiovascular grave caracterizada por el aumento del grosor de las paredes del corazón, la cual produce un patrón similar en condición de reposo en un ECG. Uno de cada 500 estadounidenses padece esta enfermedad genética y es una de las principales causas de muertes súbitas por paro cardiorrespiratorio en atletas jóvenes (aunque solo cerca del 8 % de los casos de muerte súbita son realmente relacionados con el ejercicio). La siguiente tabla muestra algunas de las características claves para distinguir estas dos afecciones.
No se debe confundir al corazón de atleta con la bradicardia que ocurre a causa de una deficiencia energética relativa en el deporte o de una anorexia nerviosa, las cuales implican la disminución de la frecuencia metabólica y el encogimiento del músculo del corazón y la reducción del volumen del corazón.
| Característica                                     | Síndrome de corazón de atleta                     | Miocardiopatía                                                          |
| -------------------------------------------------- | ------------------------------------------------- | ----------------------------------------------------------------------- |
| Hipertrofia ventricular izquierda                  | < 13 mm                                           | > 15 mm                                                                 |
| Diámetro diastólico final del ventrículo izquierdo | < 60 mm                                           | > 70 mm                                                                 |
| Función diastólica                                 | Normal (cociente E/A > 1)                         | Anormal (cociente E/A < 1)                                              |
| Hipertrofia septal                                 | Simétrica                                         | Asimétrica (en miocardiopatía hipertrófica)                             |
| Antecedentes familiares                            | Ninguno                                           | Puede presentar antecedentes familiares                                 |
| Presión sanguínea en respuesta al ejercicio        | Normal                                            | Normal o presión sanguínea sistólica reducida en respuesta al ejercicio |
| Descondicionamiento                                | Regresión de la hipertrofia ventricular izquierda | Sin regresión de la hipertrofia ventricular izquierda                   |

La anamnesis del paciente (deportes de resistencia) y la exploración física (bradicardia, y quizá un tercer o cuarto ruido cardiaco) pueden entregar pistas importantes.
- ECG – los hallazgos comunes en posición de reposo son, por ejemplo, bradicardia sinusal, bloqueo auriculoventricular (de primer y segundo grado) y bloqueo de rama derecha – todos estos hallazgos se normalizan durante el ejercicio.[8][18]
- Ecocardiograma – la diferenciación entre los incrementos fisiológicos y patológicos del tamaño del corazón es posible, especialmente si se estima la masa de la pared (no mayor a 130 g/m²) y el diámetro diastólico final (no menor que 60 mm) del ventrículo izquierdo.[8][19]
- La exploración por medio de radiografía de tórax puede mostrar un incremento en el tamaño del corazón (imitando otras causas posibles de agrandamiento).

## Relevancia clínica
El corazón de atleta no es peligroso para los atletas (aunque si alguien que no fuera un atleta presenta síntomas de bradicardia, cardiomegalia e hipertrofia cardíaca, puede que padezca de otra enfermedad). El corazón de atleta no es la causa de muerte súbita por paro cardiorrespiratorio durante o poco tiempo después del entrenamiento, la cual ocurre principalmente debido a miocardiopatía hipertrófica, una enfermedad genética.
Las personas con corazón de atleta no requieren de tratamiento, ya que no plantea ninguna amenaza física al atleta, y a pesar de algunas preocupaciones teoréticas sobre la posible predisposición de la remodelación ventricular a arritmias graves, no se ha encontrado evidencia de algún incremento en el riesgo de eventos a largo plazo. Los atletas deben ver a un médico para así verificar si los síntomas pertenecen a corazón de atleta o a otra afección cardiaca, como la miocardiopatía. Si el atleta no se siente seguro con la afección, o si es difícil realizar un diagnóstico diferencial, un descondicionamiento del ejercicio por un periodo de tiempo de tres meses le permite al corazón volver a su tamaño regular. Sin embargo, gracias a un estudio a largo plazo de atletas de elite se descubrió que la dilatación del ventrículo solo era parcialmente reversible luego de un largo periodo de descondicionamiento. Esta suspensión del entrenamiento es recibida con resistencia debido a los cambios que implica en el estilo de vida. El verdadero riesgo que tiene el corazón de atleta es si los atletas o las personas que no hacen ejercicio simplemente asumen que tienen esta afección, en vez de asegurarse de no tener una enfermedad cardíaca potencialmente fatal.

### Exámenes colectivos en busca de enfermedades relacionadas
A causa de varios casos de atletas conocidos y de perfil alto quienes sufrieron inesperadas muertes súbitas debido a paros cardiorrespiratorios, como la de Reggie White y Marc-Vivien Foé, un movimiento en desarrollo está intentando lograr que tanto atletas profesionales como escolares se sometan a exámenes colectivos para la identificación de enfermedades cardíacas o enfermedades relacionadas. Estos exámenes consisten, entre otros, en un historial médico detallado, un buen historial de antecedentes familiares, una exploración física completa, la cual incluye auscultación del corazón y de sonidos pulmonares y grabaciones de signos vitales como la frecuencia cardíaca y la presión sanguínea, y para mayor posibilidad de detección, electrocardiogramas.
Un electrocardiograma (ECG) es un procedimiento relativamente sencillo de administrar e interpretar, en comparación con tests más invasivos y sofisticados. Un ECG puede revelar o dar indicios de muchas enfermedades circulatorias y arritmias. Parte del costo de un ECG puede estar cubierto por algunas compañías de seguros, sin embargo, el uso rutinario de ECG o de otros procedimientos similares como el ecocardiograma (ECO) aún no se consideran procedimientos de rutina en estos contextos. Implementar a gran escala evaluaciones físicas generalizadas puede ser demasiado caro, especialmente si se trata de una demanda potencialmente grande. En algunos lugares, existe una escasez de fondos, de electrocardiógrafos, o de personal calificado para administrar e interpretar estas máquinas (tecnólogos médicos, paramédicos, enfermeros entrenados en monitoreo cardíaco, enfermeros con práctica avanzada o enfermeros en práctica, asociados médicos, y profesionales de medicina interna o medicina general, o en algún área de la medicina cardiopulmonar).
Si ocurre una muerte súbita de origen cardiorrespiratorio, usualmente se debe a un agrandamiento hipertrófico patológico del corazón que no fue detectado o que fue atribuido erróneamente a casos “atléticos” benignos. Entre las causas alternativas se encuentran los episodios de arritmias aisladas, las cuales se convierten en una fibrilación ventricular (FV) fatal o en una asistolia, y varios defectos cardíacos posiblemente asintomáticos e inadvertidos de los vasos sanguíneos, las cámaras o las válvulas del corazón. Otras causas pueden ser la endocarditis, miocarditis y pericarditis, cuyos síntomas fueron leves o ignorados, o fueron asintomáticas.
Debido a las similitudes patológicas, los tratamientos normales para estos episodios tienen las mismas bases que cualquier otro episodio de paros cardiorrespiratorio: reanimación cardiopulmonar, desfibrilación para recobrar un ritmo sinusal normal, y en caso de que la desfibrilación falle, administración de epinefrina intravenosa o amiodarona. El objetivo es prevenir un infarto, una insuficiencia cardíaca y/o arritmias fatales (taquicardia ventricular, fibrilación ventricular, asístole o actividad eléctrica sin pulso), para finalmente restaurar un ritmo sinusal normal.